# 草薙剣盗難事件

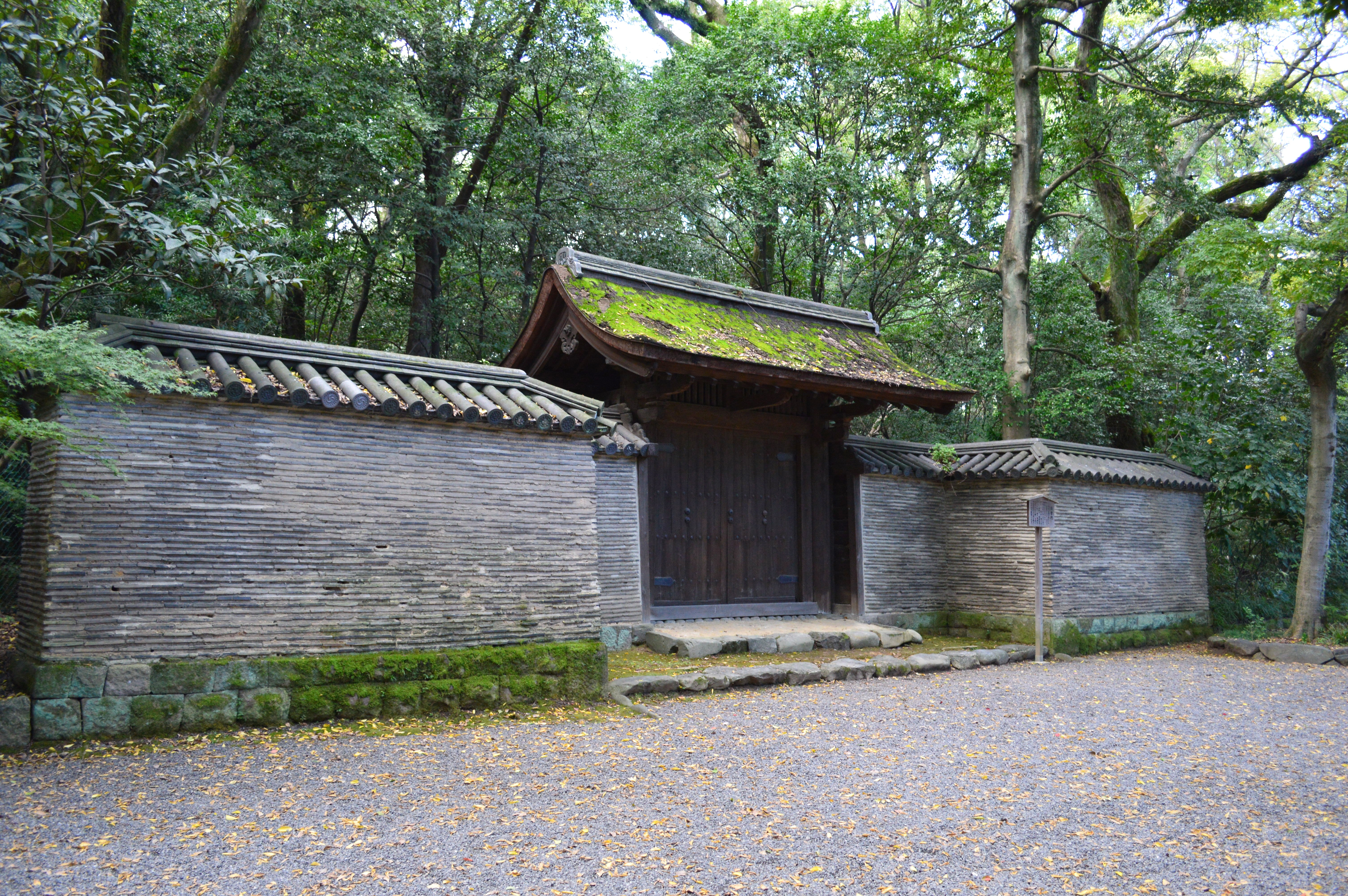
熱田神宮（愛知県名古屋市）の清雪門神宮の伝承では、草薙剣を盗み出した僧道行はこの門を通ったという。

草薙剣盗難事件（くさなぎのつるぎとうなんじけん）は、飛鳥時代の天智天皇7年（668年）に発生した、草薙剣（天叢雲剣）の盗難事件。

## 記録

### 日本書紀
事件は、『日本書紀』（養老4年（720年）成立）において簡潔に記載されている。同書天智天皇7年（668年）是歳条によると、沙門（僧の意）の道行が草薙剣を盗み、新羅に向かって逃げた。しかしその途中で風雨に遭ったため、道行は迷って帰ってきたという。同書では道行の素性に関する記載はなく、その後の道行の経緯も記されていない。
草薙剣のその後については、事件18年後の朱鳥元年（686年）6月10日条に記述がある。同条によると、天武天皇が病を得た際に占いで草薙剣による祟りだと見なされたため、剣を尾張国の熱田社（現・愛知県名古屋市の熱田神宮）に送り置いたという。

### 熱田太神宮縁記

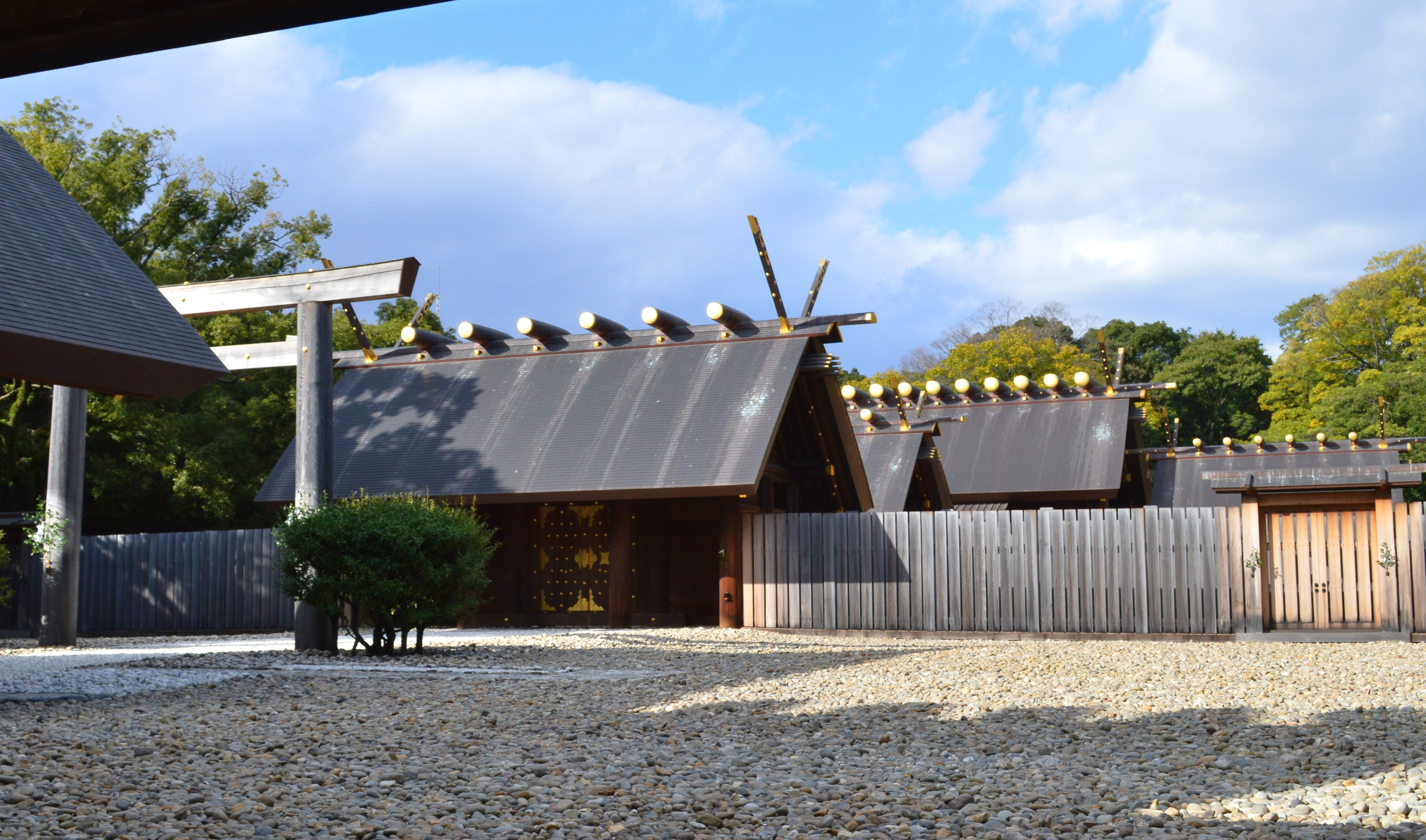
熱田神宮古来、三種の神器の1つである草薙剣を神体として奉斎する。

熱田神宮側の文献として、鎌倉時代初期頃の成立になる『尾張国熱田太神宮縁記』では、道行を新羅僧として説話を記載する（素性を新羅僧とするのは、一説に『日本書紀』の記述の拡大解釈）。
それによると、道行は熱田社から神剣（草薙剣）を盗み出し本国に渡ろうとしたが、伊勢国において神剣は独りでに抜け出して熱田社に還った。道行は再び盗んで摂津国より出港したが、海難のため難波に漂着した。道行は神剣を投げ捨て逃げようとしたが、神剣がどうにも身から離れず、ついに自首して死罪に処せられたという。
そして朱鳥元年（686年）6月10日、天武天皇の病が神剣の祟りと見なされ、神剣は熱田社に移されたとしている。

### その他
大同2年（807年）の成立になる『古語拾遺』では、簡潔ながら、外賊が草薙剣を盗み逃げたが境を出ることが出来なかったと事件について触れている。

## 考証
| 年月日                                    | 年月日                                    | 出来事                                          |
| ----------------------------------------- | ----------------------------------------- | ----------------------------------------------- |
| 天智天皇7年（668年）                      | 1月3日                                    | <天智天皇即位>                                  |
| 天智天皇7年（668年）                      | （是歳）                                  | 草薙剣盗難事件 （事件前後の所在は不明）         |
| 天武天皇2年（673年）2月27日               | 天武天皇2年（673年）2月27日               | <天武天皇即位>                                  |
| 朱鳥元年（686年）6月10日                  | 朱鳥元年（686年）6月10日                  | 天皇に対する草薙剣の祟り 草薙剣を熱田社に送置   |
| 持統天皇4年（690年）1月1日                | 持統天皇4年（690年）1月1日                | <持統天皇即位>                                  |
|                                           |                                           | （この間、文武・元明・元明天皇即位）            |
| 養老4年（720年） （『日本書紀』編纂時点） | 養老4年（720年） （『日本書紀』編纂時点） | 草薙横刀は熱田社に所在 （景行天皇51年8月4日条） |

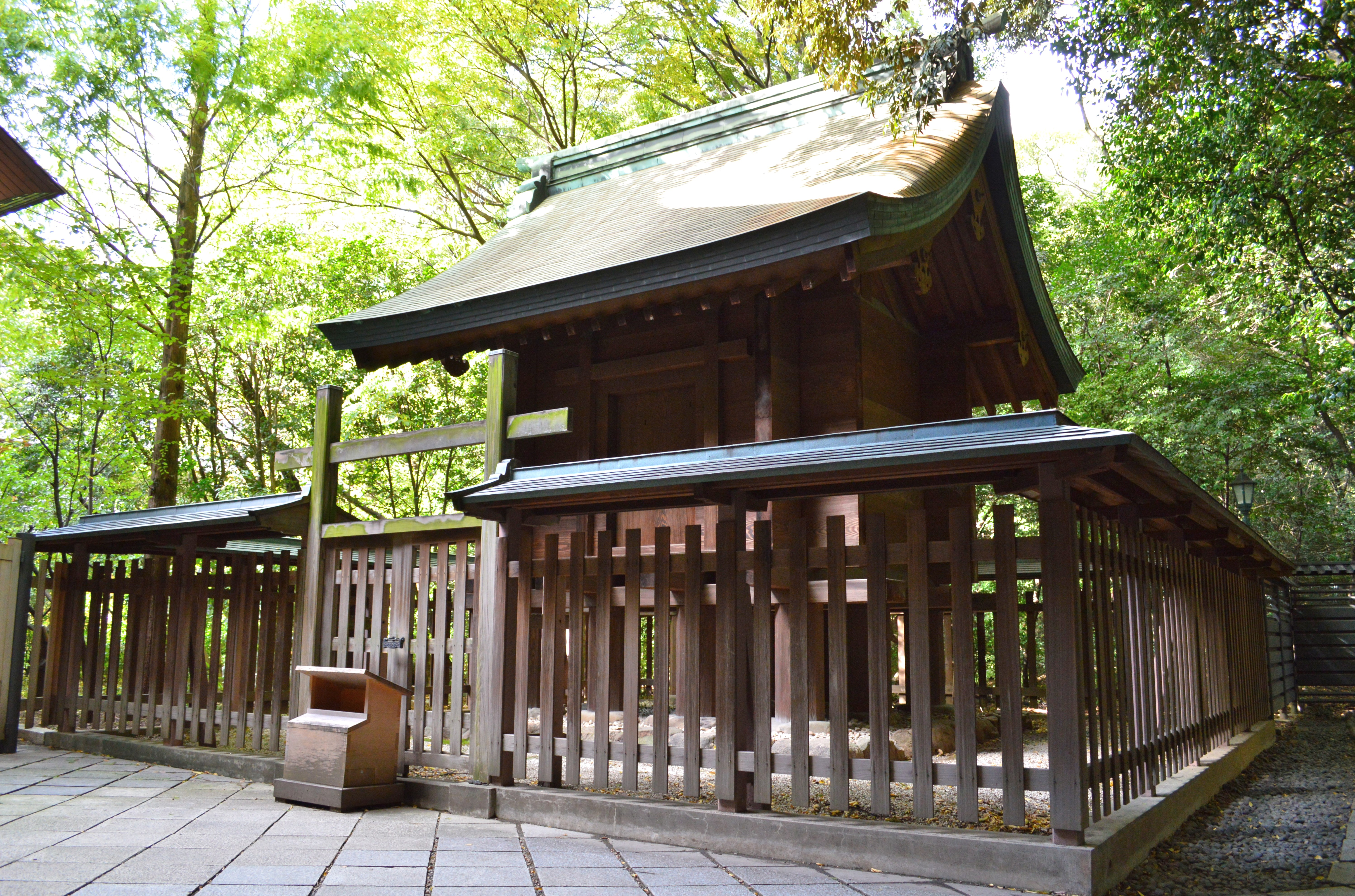
熱田神宮の土用殿明治以前まで、草薙剣を祀るために正殿とは別に設けられた社殿。現在では、草薙剣は正殿に祀られる。

事件に関わる草薙剣（天叢雲剣）は、三種の神器の1つであり、古来熱田神宮の神体とされている。熱田神宮側では、日本武尊東征時の神宮創建から現在まで草薙剣は神宮に祀られているとし、この事件も一時的に剣が神宮を離れたものとしている。しかしながら、『日本書紀』の内容には疑問点が指摘されており、その経緯を巡って他にも諸説が出されている。
一説として、盗難後18年間も宮中に留めおかれたのは不自然であることから、道行が盗み出した場所は熱田神宮でなく朝廷であるとして、朱鳥元年が初めての熱田神宮への草薙剣下賜とする説がある。この説では、『日本書紀』に盗み出した場所が明記されていないこと、朱鳥元年記事が熱田社に「還し置く」でなく「送り置く」と記すことが指摘される。熱田神宮では草薙剣が正殿（本殿）とは別の社殿に祀られていたことが知られ、この様も草薙剣が創建後に入ってきたことを表すとされる。下賜の背景には、壬申の乱における尾張氏の協力が考えられている。
別説として、盗難記事と朱鳥元年記事につながりを見ない説もある。この説では、草薙剣は盗難後すぐに熱田社に還されたが、天武天皇即位儀式のために一時的に宮中に移されていたと見て、それが熱田社に還されたと推測する。
そのほか、元々熱田社に伝わる草薙剣を天武天皇が尾張氏に貢上させ、漢の斬蛇剣になぞらえて皇位継承の神器としたとする説もある。その中で、その後に天武天皇に対して剣の祟りがあったため、熱田社から朝廷への移動を貢上ではなく盗難説話にすり替えたと推測する。
なお現在では、草薙剣の本体は熱田神宮に、分身は宮中にあることとなっている。これに関して、『古語拾遺』では分身の作製を上古の崇神天皇（第10代）の時のこととするが、上記の一連の事件の存在により、分身による皇位継承を持統天皇（天武天皇次代）即位時からとする説がある。

## 伝承
熱田神宮の伝承では、道行は神剣を盗み出して、かつての神宮北門の清雪門（せいせつもん）を通ったという。古来、清雪門は不開門（あかずのもん）として閉ざされたままとなっているが、これは不吉の門とされたためとも、門を閉じて神剣を再び外に出さないためともいわれる。
また神宮では、毎年5月4日に朱鳥元年（686年）の神剣遷座の際に歓喜した様を伝える酔笑人神事（えようどしんじ）を行う。さらに翌5月5日には、「都を離れ熱田に幸（みゆき）すれど、永く皇居を鎮め守らん」という神剣の神託に由来して、神輿が楼門に渡御し皇居を遥拝する神輿渡御神事（しんよとぎょしんじ）も行なっている。
そのほか、大阪府大阪市の地名「放出（はなてん）」について、道行が神罰を怖れ、草薙剣を「放り出した」ことが由来（はなつて→はなて→はなてん）とする説があり、同地の阿遅速雄神社ではその伝承を伝えている。
鳥栖八剱社（名古屋市南区鳥栖）の社伝では、和銅元年（708年）ママに道行が熱田神宮の草薙剣を盗み去った際、元明天皇に知られるのを恐れて新しく同地で神剣が作られ、熱田神宮別宮の八剣宮に奉納されたとする。